# Tadeusz Myler
Tadeusz Józef Myler (ur. 19 stycznia 1949 w Nowym Luboszu, zm. 30 sierpnia 2022) – polski polityk, przedsiębiorca i samorządowiec, poseł na Sejm IV kadencji.

## Życiorys
Syn Franciszka. W 1997 ukończył w studia na Wydziale Marketingu i Zarządzania Wyższej Szkoły Zarządzania i Bankowości w Poznaniu. W latach 1963–1981 pracował w Zakładach Naprawczych Taboru Kolejowego w Poznaniu. W 1981 zaczął prowadzić własną firmę „Auto-Service” T.J. Myler w Luboszu. Należał do Związku Młodzieży Wiejskiej i Związku Młodzieży Socjalistycznej.
Od 1968 do rozwiązania należał do Polskiej Zjednoczonej Partii Robotniczej, a następnie do Socjaldemokracji Rzeczypospolitej Polskiej. Od 1998 do 2001 pełnił funkcję przewodniczącego rady powiatu kościańskiego. W 2001 został posłem na Sejm IV kadencji z okręgu kaliskiego z listy Sojuszu Lewicy Demokratycznej – Unii Pracy. Pracował w Komisji Sprawiedliwości i Praw Człowieka oraz Komisji Gospodarki. W 2005 nie ubiegał się o reelekcję, rok później bezskutecznie kandydował do rady powiatu.
Zasiadał w wojewódzkich władzach Sojuszu Lewicy Demokratycznej. Działał w Ochotniczej Straży Pożarnej, Powiatowym Cechu Rzemiosła i Przedsiębiorczości w Kościanie. Był współzałożycielem i sekretarzem zarządu głównego Związku Weteranów i Rezerwistów Wojska Polskiego.
W 1998 otrzymał Srebrny Krzyż Zasługi.
Został pochowany na cmentarzu komunalnym w Starym Luboszu.